# Ugny-le-Gay
Pour les articles homonymes, voir Ugny (homonymie).
Ugny-le-Gay est une commune française située dans le département de l'Aisne, en région Hauts-de-France.

## Géographie

### Communes limitrophes
Ugny-le-Gay est située à 118 mètres d'altitude, les communes voisines sont La Neuville-en-Beine, Commenchon et les Hezettes (hameau de la commune de Guivry).

### Hydrographie

#### Réseau hydrographique
La commune est située dans le bassin Seine-Normandie. Elle est drainée par la Verse, le Helot, le fossé 01 de la commune d'Ugny-le-Gay, le fossé 02 de la commune de Villequier-Aumont et le fossé 02 de la commune d'Ugny-le-Gay,,.
La Verse, d'une longueur de 23 km, prend sa source dans la commune  et se jette  dans l'Oise (rive gauche) à Sempigny, après avoir traversé 15 communes.
Le Hélot, d'une longueur de 18 km, prend sa source dans la commune  et se jette  dans le ru de Pontoise à Ognes, après avoir traversé six communes.

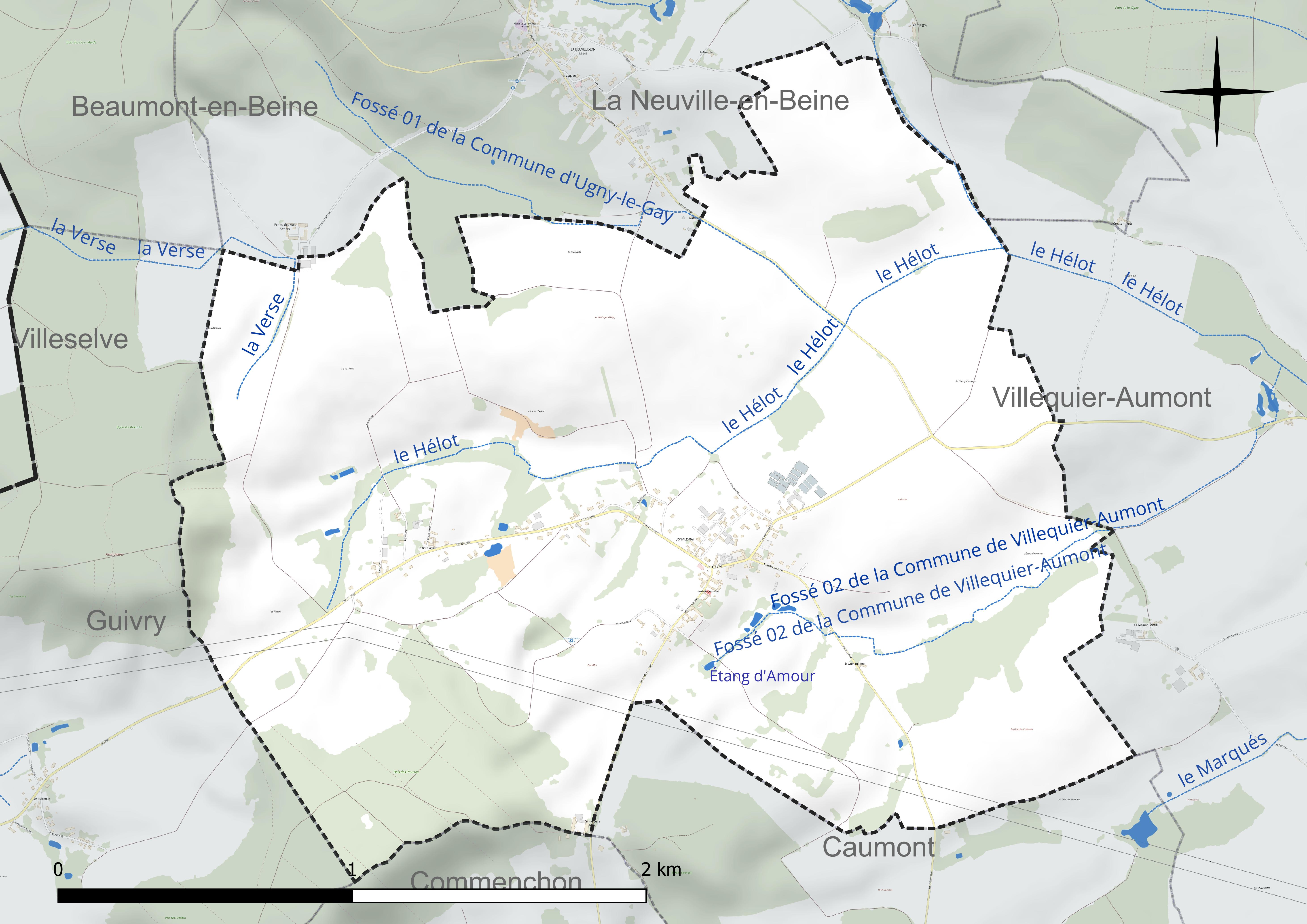
Réseau hydrographique d'Ugny-le-Gay.

Un plan d'eau complète le réseau hydrographique : l'étang d'Amour (0,1 ha),.

#### Gestion et qualité des eaux
Le territoire communal est couvert par le schéma d'aménagement et de gestion des eaux (SAGE) « Oise moyenne ». Ce document de planification concerne un territoire de 1 013 km2 de superficie, délimité par le bassin versant de l'Oise moyenne. Le périmètre a été arrêté le 24 avril 2017 et le SAGE est, en 2024, encore en élaboration. La structure porteuse de l'élaboration et de la mise en œuvre est le syndicat mixte du SAGE Oise-Moyenne (SMOM).
La qualité des cours d'eau peut être consultée sur un site spécial géré par les agences de l'eau et l'Agence française pour la biodiversité.

### Climat
Pour des articles plus généraux, voir Climat des Hauts-de-France et Climat de l'Aisne.
En 2010, le climat de la commune est de type climat océanique dégradé des plaines du Centre et du Nord, selon une étude du CNRS s'appuyant sur une série de données couvrant la période 1971-2000. En 2020, Météo-France publie une typologie des climats de la France métropolitaine dans laquelle la commune est dans une zone de transition entre le climat océanique et le climat océanique altéré et est dans la région climatique Nord-est du bassin Parisien, caractérisée par un ensoleillement médiocre, une pluviométrie moyenne régulièrement répartie au cours de l'année et un hiver froid (3 °C).
Pour la période 1971-2000, la température annuelle moyenne est de 10,4 °C, avec une amplitude thermique annuelle de 15 °C. Le cumul annuel moyen de précipitations est de 719 mm, avec 11,8 jours de précipitations en janvier et 9,3 jours en juillet. Pour la période 1991-2020, la température moyenne annuelle observée sur la station météorologique la plus proche, située sur la commune de Chauny à 6 km à vol d'oiseau, est de 11,1 °C et le cumul annuel moyen de précipitations est de 709,9 mm,. Pour l'avenir, les paramètres climatiques de la commune estimés pour 2050 selon différents scénarios d'émission de gaz à effet de serre sont consultables sur un site spécial publié par Météo-France en novembre 2022.

## Urbanisme

### Typologie
Au 1er janvier 2024, Ugny-le-Gay est catégorisée commune rurale à habitat dispersé, selon la nouvelle grille communale de densité à 7 niveaux définie par l'Insee en 2022.
Elle est située hors unité urbaine. Par ailleurs la commune fait partie de l'aire d'attraction de Chauny, dont elle est une commune de la couronne,. Cette aire, qui regroupe 23 communes, est catégorisée dans les aires de moins de 50 000 habitants,.

### Occupation des sols
L'occupation des sols de la commune, telle qu'elle ressort de la base de données européenne d'occupation biophysique des sols Corine Land Cover (CLC), est marquée par l'importance des territoires agricoles (87,4 % en 2018), une proportion sensiblement équivalente à celle de 1990 (87,6 %). La répartition détaillée en 2018 est la suivante : 
terres arables (67,5 %), zones agricoles hétérogènes (17 %), forêts (8 %), zones urbanisées (4,6 %), prairies (2,9 %).
L'évolution de l'occupation des sols de la commune et de ses infrastructures peut être observée sur les différentes représentations cartographiques du territoire : la carte de Cassini (XVIIIe siècle), la carte d'état-major (1820-1866) et les cartes ou photos aériennes de l'IGN pour la période actuelle (1950 à aujourd'hui).

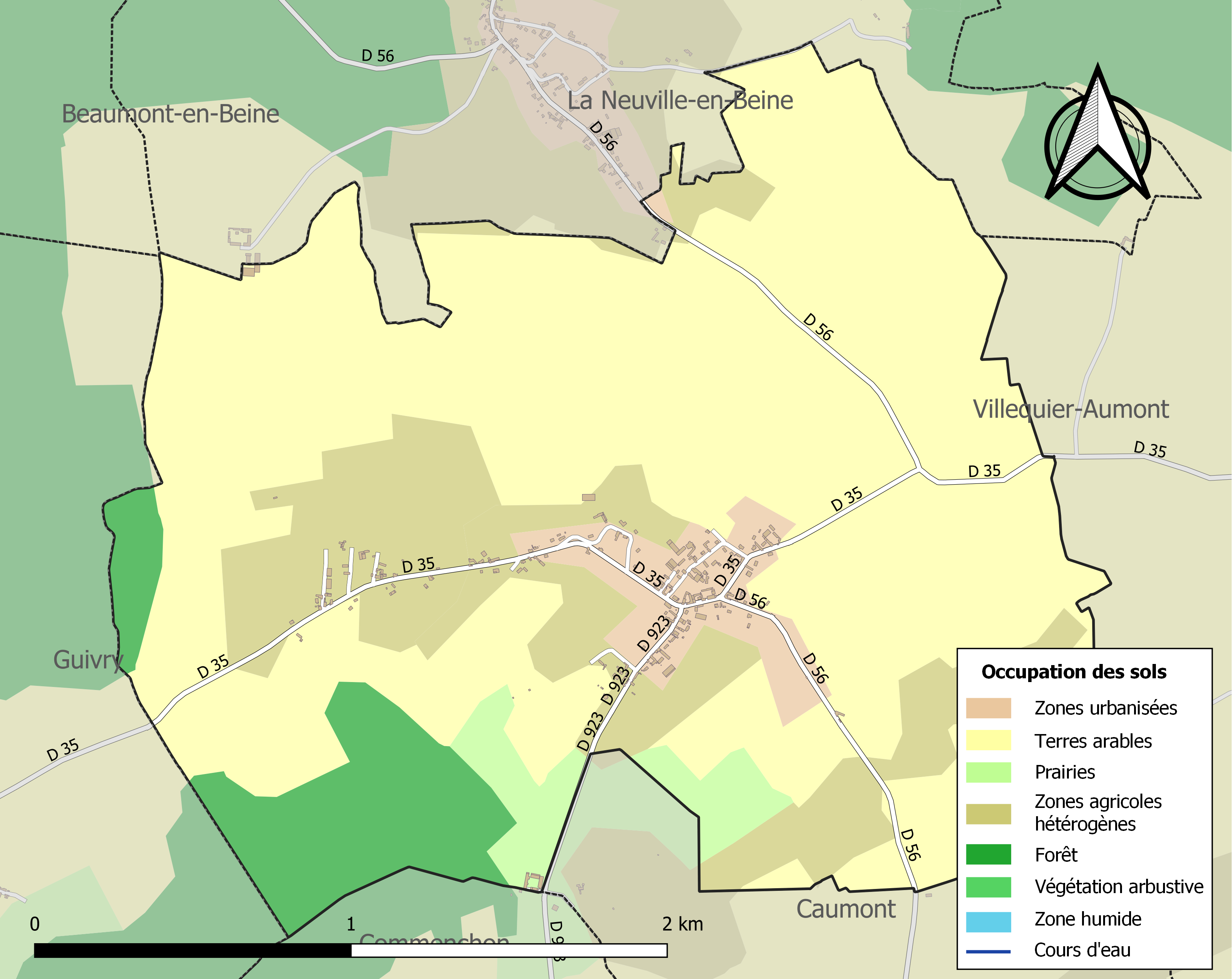
Carte de l'occupation des sols de la commune en 2018 (CLC).

## Toponymie
Le nom de la localité est attesté sous les formes Wingnies (1268) ; Wuignies (1270) ; Wignies (1282) ; Wignies-le-Gay (1510) ; Ugnyes-le-Gay (1535) ; Wgnies (1569) ; Ugnyes (1571) ; Ugnis-le-Gay (1617) ; Ugni-le-Gai (1628) ; Ugnies-le-Gay (1635) ; Ugnye-le-Gay (1641) ; Ugny-le-Gaye (1651) ; Ugnie-le-Gay (1684) ; Ugny-le-Guay (1694).
Wignies est cité en 1282. Il s'agirait du nom d'un personnage germanique, Wini + -iacas. Quant à Gay, il proviendrait du fait que le village, traversé par un cours d'eau, possède un gué (du latin vadum, « gué ou gay »).

## Histoire
La forêt de Beine couvrait une partie du village à l'Époque antique.
Au XVIe siècle, le village est rattaché au diocèse de Noyon. En 1800, il rejoint celui de Soissons..
En septembre 2012, l'émission « Bonjour chez vous » de la radio France Inter a diffusé une série sur plusieurs habitants de cette commune, concernant le mariage pour tous.
La commune est la seule de France à posséder le mot gay dans son patronyme.

## Politique et administration

### Découpage territorial
La commune d'Ugny-le-Gay est membre de la communauté d'agglomération Chauny-Tergnier-La Fère, un établissement public de coopération intercommunale (EPCI) à fiscalité propre créé le 1er janvier 2017 dont le siège est à Chauny. Ce dernier est par ailleurs membre d'autres groupements intercommunaux.
Sur le plan administratif, elle est rattachée à l'arrondissement de Laon, au département de l'Aisne et à la région Hauts-de-France. Sur le plan électoral, elle dépend du  canton de Chauny pour l'élection des conseillers départementaux, depuis le redécoupage cantonal de 2014 entré en vigueur en 2015, et de la quatrième circonscription de l'Aisne  pour les élections législatives, depuis le dernier découpage électoral de 2010.

### Administration municipale
| Période                                  | Période                   | Identité             | Étiquette | Qualité                          |
| ---------------------------------------- | ------------------------- | -------------------- | --------- | -------------------------------- |
| Les données manquantes sont à compléter. |                           |                      |           |                                  |
| avant 1877                               | après 1879                | Cordier              |           |                                  |
| mars 2001                                | mars 2008                 | Jean-Paul Goyheneche | PC        |                                  |
| mars 2008                                | En cours (au 27 mai 2020) | Sylvie Lelong        | SE        | Réélue pour le mandat 2020-2026, |

## Démographie
L'évolution du nombre d'habitants est connue à travers les recensements de la population effectués dans la commune depuis 1793. Pour les communes de moins de 10 000 habitants, une enquête de recensement portant sur toute la population est réalisée tous les cinq ans, les populations de référence des années intermédiaires étant quant à elles estimées par interpolation ou extrapolation. Pour la commune, le premier recensement exhaustif entrant dans le cadre du nouveau dispositif a été réalisé en 2006.

En 2022, la commune comptait 186 habitants, en évolution de +3,33 % par rapport à 2016 (Aisne : −1,97 %, France hors Mayotte : +2,11 %).
| 1793 | 1800 | 1806 | 1821 | 1831 | 1836 | 1841 | 1846 | 1851 |
| ---- | ---- | ---- | ---- | ---- | ---- | ---- | ---- | ---- |
| 364  | 440  | 473  | 470  | 494  | 497  | 500  | 480  | 473  |

| 1856 | 1861 | 1866 | 1872 | 1876 | 1881 | 1886 | 1891 | 1896 |
| ---- | ---- | ---- | ---- | ---- | ---- | ---- | ---- | ---- |
| 443  | 438  | 451  | 436  | 404  | 389  | 355  | 336  | 355  |

| 1901 | 1906 | 1911 | 1921 | 1926 | 1931 | 1936 | 1946 | 1954 |
| ---- | ---- | ---- | ---- | ---- | ---- | ---- | ---- | ---- |
| 329  | 325  | 297  | 232  | 220  | 209  | 183  | 208  | 216  |

| 1962 | 1968 | 1975 | 1982 | 1990 | 1999 | 2006 | 2011 | 2016 |
| ---- | ---- | ---- | ---- | ---- | ---- | ---- | ---- | ---- |
| 222  | 215  | 196  | 172  | 148  | 166  | 156  | 168  | 180  |

| 2021 | 2022 | - | - | - | - | - | - | - |
| ---- | ---- | - | - | - | - | - | - | - |
| 186  | 186  | - | - | - | - | - | - | - |

## Lieux et monuments

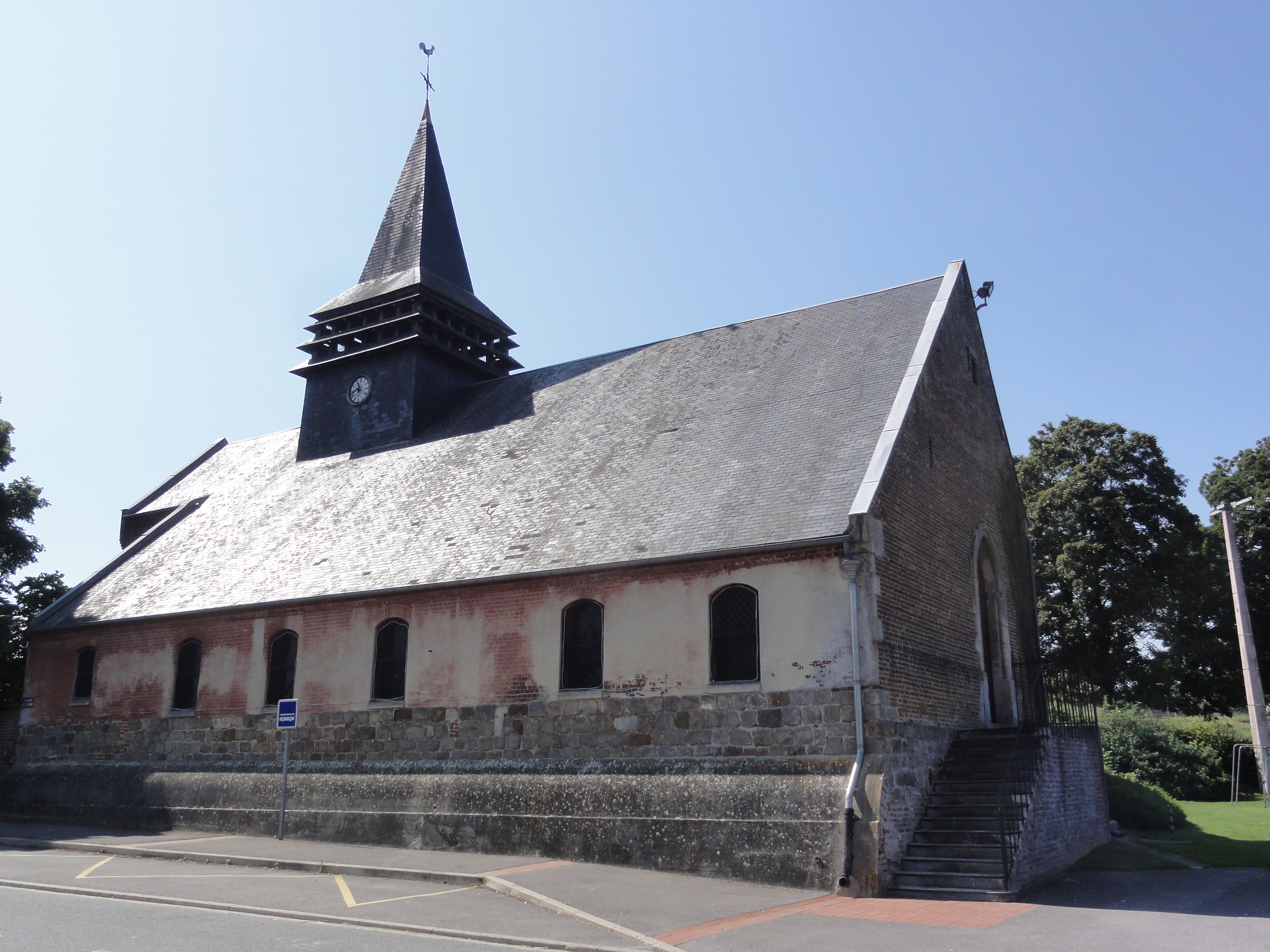
Église Saint-Martin.
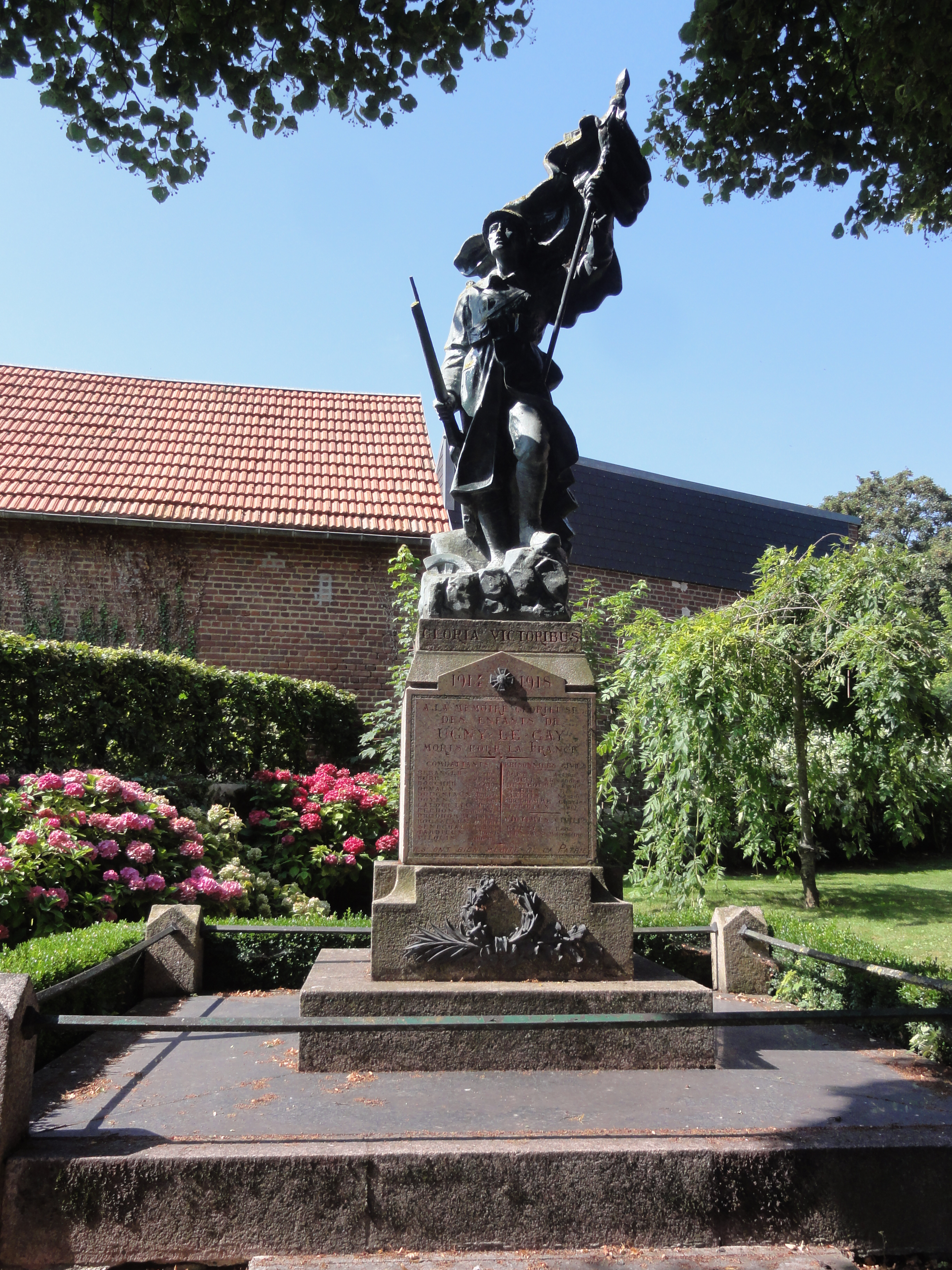
Monument aux morts.

- Église Saint-Martin.
- Monument aux morts.